# Yann Claudepierre
Yann Claudepierre est un céiste français né le 20 novembre 1984 à Colmar et pratiquant la descente.
Originaire de Labaroche, il découvre le canoë-kayak à l'âge de 14 ans au club de l'APACH Colmar, où il est toujours licencié.
Après avoir été membre du pôle France de Vaire-sur-Marne, il a rejoint le pôle France de Cesson-Sévigné.
Spécialisé dans le canoë monoplace (C1), il forma aussi au cours des saisons 2012 et 2013 un équipage de canoë biplace (C2) avec son partenaire d'entrainement mais aussi concurrent en C1 Guillaume Alzingre.
Yann Claudepierre est policier dans le civil. Depuis 2013, et sa réussite lors de difficiles sélections, Yann est CRS de Haute Montagne.

## Palmarès

### Championnats du monde
- 2006 à Karlovy Vary,  République tchèque
  - 8e place en classique C1
  - 6e place en sprint C1
- 2008 à Ivrée,  Italie
  -  Médaille de bronze en classique C1
  -  Médaille de bronze en classique C1 par équipe
  - 4e place en sprint C1
  -  Médaille d'or en sprint C1 par équipe
- 2010 à Sort,  Espagne
  - 8e place en classique C1
  -  Médaille d'or en sprint C1
  -  Médaille d'or en sprint C1 par équipe
- 2011 à Augsbourg,  Allemagne
  -  Médaille d'argent en sprint C1
  -  Médaille d'argent en sprint C1 par équipe
  -  Médaille d'argent en sprint C2 par équipe
- 2012 à Mâcot-la-Plagne,  France[2]
  -  Médaille d'argent en classique C1
  -  Médaille d'or en classique C2
  -  Médaille d'argent en classique C1 par équipe
  -  Médaille d'or en classique C2 par équipe
  - 5e place en sprint C1
  -  Médaille d'or en sprint C2
  -  Médaille d'or en sprint C1 par équipe
  -  Médaille d'or en sprint C2 par équipe
- 2013 à Solkan,  Slovénie
  - 10e place en sprint C1
  - 5e place en sprint C2
  -  Médaille d'or en sprint C2 par équipe

### Championnats d'Europe
- 2005 à Chalaux,  France
  - 11e place en classique C1
  -  Médaille d'or en classique C1 par équipe
  - 11e place en sprint C1
- 2007 à Bihac,  Bosnie-Herzégovine
  - 9e place en classique C1
  -  Médaille de bronze en sprint C1
  -  Médaille de bronze en sprint C1 par équipe
- 2009 à Valtellina,  Italie
  - 7e place en classique C1
  -  Médaille d'argent en classique C1 par équipe
  -  Médaille de bronze en sprint C1
  -  Médaille d'or en sprint C1 par équipe
- 2013 à Bovec,  Slovénie
  - 14e place en classique C1
  -  Médaille d'or en classique C2
  -  Médaille d'or en classique C2 par équipe
  - 7e place en sprint C1
  -  Médaille d'or en sprint C2
  -  Médaille d'or en sprint C1 par équipe
  -  Médaille d'or en sprint C2 par équipe